# Manihot tenella
Manihot tenella är en törelväxtart som beskrevs av Johannes Müller Argoviensis. Manihot tenella ingår i släktet Manihot och familjen törelväxter. Inga underarter finns listade i Catalogue of Life.